# Cathédrale Saint-Nicolas de Séoul
Cette  cathédrale n’est pas la seule cathédrale Saint-Nicolas.
La cathédrale Saint-Nicolas est une cathédrale orthodoxe située à Séoul.